# Malattia polmonare restrittiva
La malattia polmonare restrittiva (o difetto ventilatorio restrittivo) è un disturbo comune a diverse malattie respiratorie parenchimali polmonari, pleuriche o extrapolmonari (coinvolgenti la parte toracica o l'apparato neuromusculare), tutte caratterizzate dal fatto di limitare l'espansione del polmone e conseguentemente comportare un minor volume polmonare, un aumento del lavoro respiratorio, e un rapporto ventilazione/ossigenazione inadeguato. 
L'esecuzione di una spirometria, pletismografia, diffusione alveolo-capillare (DLCO) e altri test di funzionalità polmonare dimostra una diminuzione della capacità vitale forzata e di altri volumi polmonari.
Diversamente da quanto accade nelle sindromi polmonari ostruttive, le misurazioni dei flussi espiratori (ad esempio FEV1 e FEF 25-75%) sono conservati e nella norma, così come normale appare la resistenza delle vie aeree.
I principali disordini che causano la riduzione dei volumi polmonari possono essere suddivisi in due gruppi anatomici: 
- malattie polmonari intrinseche
- disturbi extrapolmonari

Le malattie polmonari intrinseche (del parenchima polmonare) si caratterizzano per processi infiammatori o cicatriziali del tessuto polmonare (malattia polmonare interstiziale) oppure comportano il riempimento degli spazi aerei con essudato ed altri materiali (polmonite). Comprendono le malattie idiopatiche fibrotiche, malattie del tessuto connettivo, la polmonite iatrogena (da farmaci) e le malattie primitive del polmone.

I disturbi estrinseci (malattie extra-polmonari) si caratterizzano invece per un coinvolgimento di uno o più componenti della pompa respiratoria (parete toracica, pleura, muscoli respiratori), i quali per ottenere una ventilazione efficace debbono essere integri e funzionare normalmente. 
Il coinvolgimento di queste strutture comporta restrizione polmonare (si pensi alla cifo-scoliosi), alterazione della funzione ventilatoria e, nei casi più avanzati, insufficienza respiratoria (ad esempio nel caso dei disordini neuromuscolari).

## Epidemiologia
La prevalenza della fibrosi polmonare idiopatica è pari a circa 27-29 casi ogni 100 000 persone, ma nella popolazione anziana (soggetti con più di 75 anni di età) può oltrepassare i 175 casi ogni 100 000 persone.
L'esposizione a polveri (particolato solido), metalli (in particolare silice, carbone, asbesto o berillio), solventi organici ed alcune polveri organiche antigeniche frequenti in ambito agricolo si associa con un incremento del rischio.
La prevalenza della sarcoidosi non è di facile determinazione. La malattia presenta ampie variazioni tra le diverse aree geografiche e popolazioni, variando da circa 10-40 casi ogni 100 000 persone negli Stati Uniti ad un numero più elevato nelle donne di razza nera, nei giapponesi, fino a 64 casi ogni 100 000 persone in Svezia.
La prevalenza delle malattie fibrotiche del polmone non è determinabile per la mancanza di studi epidemiologici al riguardo.

### Età
La fibrosi polmonare idiopatica, la sarcoidosi e molte altre patologie che comportano una malattia polmonare restrittiva sono di raro riscontro in età pediatrica.
Alcune patologie, ad esempio l'istiocitosi X, le malattie associate a disturbi del tessuto connettivo e la stessa sarcoidosi si presentano a partire dalla terza decade di età e risultano molto elevate anche nelle persone anziane.
Come già accennato la fibrosi polmonare idiopatica colpisce in prevalenza dopo i 50 anni. 

### Mortalità/Morbilità
La mortalità e morbilità varia in relazione con la causa che viene a determinare la malattia polmonare restrittiva.

## Eziologia
Le malattie polmonari restrittive possono essere dovute a cause specifiche sia di tipo intrinseco al parenchima polmonare che di tipo estrinseco.

Intrinseco
- Pneumoconiosi: causata da esposizione cronica ad alcune polveri, soprattutto nel settore minerario. Tipici esempi sono l'asbestosi, la silicosi, l'esposizione al talco, al berillio, oppure ad alcuni metalli pesanti.
- Fibrosi polmonare post-radiazioni: in genere secondaria ad un trattamento radioterapico per una patologia tumorale.
- Fibrosi polmonare iatrogena: talvolta secondaria a terapia con nitrofurantoina, amiodarone, fenitoina, sali d'oro, bleomicina, ciclofosfamide, metotrexate ed altri.
- Polmoniti da ipersensibilità: causate da esposizione a polveri organiche (ad esempio il cosiddetto polmone del contadino[7] oppure il polmone del lavoratore di funghi, o ancora la bagassosi), tutti verosimilmente legati ad una reazione allergica alle polveri inalate.
- La sindrome da distress respiratorio acuto (ARDS), una grave condizione polmonare che si verifica in risposta a malattie o lesioni critiche.
- La sindrome da distress respiratorio dell'infante, dovuta ad una carenza di surfattante nei polmoni di un bambino nato prematuramente.
- Molti casi di malattia polmonare restrittiva sono idiopatici o primitivi (ovvero non hanno alcuna causa nota), ad esempio:

Fibrosi polmonare idiopatica
Polmonite interstiziale idiopatica (ne esistono diversi tipi)
Sarcoidosi
Polmonite eosinofila
Linfangioleiomiomatosi
Istiocitosi polmonare a cellule di Langerhans
Proteinosi alveolare polmonare
Estrinseco
- Malattie non muscolari della parete toracica (ad esempio la cifosi, idiopatica o secondaria, la cifoscoliosi oppure deformità della parete toracica) possono causare malattia polmonare restrittiva. Spesso associate a poliomielite, distrofia muscolare, fibrotorace, obesità grave, spondilite anchilosante.
- Malattie neuromuscolari: caratterizzate da debolezza dei muscoli respiratori, in genere secondarie a miopatia, miosite, tetraplegia o altre cause, sia infettive che metaboliche.
- Malattie che determinano restrizione della gabbia toracica o alterazioni del volume addominale (obesità, ernia diaframmatica, ascite).
- Malattie della pleura.

### Patogenesi
L'aria entra ed esce dagli alveoli polmonari nel corso degli atti inspiratori ed espiratori. Il polmone, in fase inspiratoria, si espande grazie all'attività muscolare del diaframma e, in misura minore, della muscolatura intercostale esterna. Come è noto l'espirazione è invece un processo totalmente passivo.
La capacità funzionale residua (FRC) può essere definita come il volume d'aria presente nei polmoni quando i muscoli respiratori sono totalmente rilassati e non si misura alcun flusso d'aria attraverso le vie aeree. Tutte le malattie polmonari restrittive si caratterizzano per una riduzione nella capacità funzionale residua, ed in alcuni altri volumi polmonari. La FRC è frutto di un equilibrio dinamico tra la tendenza dei polmoni a collassare (ritorno elastico verso l'interno) e la tendenza della gabbia toracica ad espandersi (ritorno elastico verso l'esterno).
Quando si verifica una malattia polmonare intrinseca, gli effetti del disturbo parenchimale comportano una riduzione diffusa di tutti i volumi polmonari conseguente ad un'eccessiva tendenza al ritorno elastico dei polmoni, non sufficientemente bilanciata dalle forze della parete toracica che agiscono in senso opposto comportando un ritorno elastico esterno verso l'esterno. Anche i flussi espiratori risentono in senso negativo di questa diminuzione dei volumi polmonari.
Nella malattie polmonari restrittive la concentrazione arteriosa di ossigeno risulta abnormemente bassa (ipossia arteriosa). Questo evento è correlabile, in primo luogo, ad un alterato rapporto ventilazione/perfusione. All'ipossiemia contribuisce anche un meccanismo di shunt intrapolmonare.
Il paziente presenta generalmente un aumento della frequenza respiratoria (tachipnea) sia a riposo che sotto sforzo, come conseguenza di riflessi a partenza polmonare aventi la finalità di migliorare la concentrazione arteriosa d'ossigeno mantenendo la ventilazione al minuto, proprio riducendo il volume corrente ma incrementando la frequenza respiratoria. Ciò si riflette in un aumentato lavoro respiratorio e spesso nella comparsa del sintomo clinico di dispnea (difficoltà respiratoria).
Con il termine compliance ci si riferisce alla distensibilità del sistema respiratorio. La compliance è in relazione alla variazioni di volume prodotte da cambiamenti nella pressione che distende il sistema.
La compliance è influenzata da ogni disturbo che coinvolge i polmoni, la pleura o la parete toracica. Nelle malattie della pleura e della gabbia toracica la compliance e i volume polmonari si riducono. Questo si riflette in una distribuzione non uniforme dell'aria ed in un'alterazione del rapporto ventilazione/perfusione che comporta l'insorgenza di ipossiemia. Nei disordini neuromuscolari (disturbi del sistema nervoso centrale, del midollo spinale, del sistema nervoso periferico, della giunzione neuromuscolare o dei muscoli respiratori) viene alterata la pompa respiratoria.

L'obesità è una delle cause emergenti di malattia polmonare restrittiva e ciò riveste una grande importanza anche in considerazione dell'ampia diffusione di questo problema. Al crescere del BMI (body mass index) decrescono i volumi polmonari.
In particolare la capacità funzionale residua (FRC) ed altri parametri, capacità polmonare totale (CPT) e capacità vitale (CV), vengono a ridursi in modo significativo con l'incremento del BMI.

## Clinica
I pazienti affetti da questa malattia si possono presentare in modo diverso, a seconda della malattia sottostante che provoca il disturbo restrittivo.
La presenza di disturbi acuti può essere indicativa di polmonite interstiziale acuta o eosinofila. 
Disturbi datanti da più tempo, generalmente settimane, debbono far pensare a forme subacute, quali la malattia polmonare interstiziale da farmaci (nitrofurantoina, amiodarone, agenti chemioterapici, procainamide e idralazina), sindromi emorragiche alveolari, malattie del tessuto connettivo. Disturbi datanti da mesi (forme croniche) sono più suggestivi di sarcoidosi o di fibrosi polmonare idiopatica.

### Segni e sintomi
Una dispnea da sforzo che diviene progressivamente più importante è il sintomo predominante in molti pazienti. A questa può associarsi una tosse secca e persistente (raramente una tosse produttiva). L'emottisi o la presenza di espettorato con tracce di sangue è un sintomo possibile in alcuni particolari pazienti (quelli affetti da sindromi emorragiche alveolari o vasculite).
La presenza di sibili respiratori non è frequente, tuttavia può essere indicativa di bronchiolite respiratoria, polmonite eosinofila cronica o carcinosi linfangitica. Il dolore toracico pleurico può verificarsi in soggetti con artrite reumatoide, lupus eritematoso sistemico, e alcuni disturbi indotti da farmaci.
I pazienti con malattie neuromuscolari possono presentare un'importante debolezza dei muscoli respiratori che si associa a stanchezza, dispnea, alterato controllo delle secrezioni, e importante tendenza a sviluppare infezioni ricorrenti delle basse vie respiratorie.
Nella maggior parte dei pazienti con disturbi polmonari interstiziali l'esame obiettivo può mettere in evidenza, all'auscultazione toracica, crepitazioni e talvolta rari fischi, sibili o ronchi inspiratori (particolarmente nei soggetti affetti da bronchiolite.
Altri reperti come la cianosi a riposo (relativamente frequente nei pazienti con malattie polmonari interstiziali) compaiono solo tardivamente ed in presenza di malattia ormai avanzata. L'ippocratismo digitale (la presenza di dita a bacchetta di tamburo, caratterizzate da ingrossamento dell'ultima falange e presenza di unghie a vetrino d'orologio) è comune nei soggetti affetti da fibrosi polmonare idiopatica e asbestosi.
La presenza di un rash maculopapulare o di un fenomeno di Raynaud può essere suggestiva di una malattia del tessuto connettivo.
La presenza di eritema nodoso, uveite, linfoadenopatia periferica, ingrossamento della ghiandola salivare ed epatosplenomegalia può invece suggerire la sarcoidosi.
La malattie estrinseche, quali ad esempio una grave cifoscoliosi o un'importante obesità sono facilmente riconoscibili all'esame clinico. Le malattie neuromuscolari similmente sono facilmente ipotizzabili in presenza di un paziente con un importante utilizzo della muscolatura accessoria, un respiro rapido e superficiale o una respirazione paradossa. Anche i disturbi pleurici si rendono facilmente identificabili quando diviene apprezzabile una riduzione del fremito vocale tattile ed una diminuzione dell'intensità dei suoni respiratori.

### Esami di laboratorio e strumentali
Gli esami di laboratorio di routine sono spesso scarsamente indicativi, sia per le patologie intrinseche che per quelle estrinseche.
La presenza di anemia può associarsi a problemi di vasculite, mentre la policitemia può essere indicativa di ipossiemia cronica e persistente. La leucocitosi, per quanto aspecifica, può suggerire una polmonite acuta da ipersensibilità.
Il riscontro di valori elevati di creatinin-fosfochinasi (CPK) può essere un reperto indicativo di miosite e quindi molto suggestivo nei soggetti che si presentano riferendo astenia e debolezza muscolare.
L'esecuzione di ulteriori accertamenti ed approfondimenti viene ad essere indirizzata dai risultati della valutazione clinica, e varia notevolmente a seconda della patologia di base sospettata.

### Studi di imaging

#### Radiografia
Radiografia del torace: molti disturbi polmonari interstiziali si caratterizzano per una radiografia del torace anormale.Nella gran parte dei casi la radiografia evidenzia un aspetto nodulare o reticolonodulare, o a vetro smerigliato.
Altri quadri più specifici sono legati a specifiche patologie. Non va comunque dimenticato che fino al 10% dei pazienti affetti da malattia polmonare interstiziale possono avere una radiografia toracica assolutamente normale.

#### Tomografia Computerizzata
Tomografia Computerizzata (TC) ad alta risoluzione del torace: può essere utile in alcuni pazienti, in particolare nei soggetti affetti da silicosi, polmonite interstiziale, carcinomatosi linfangitica e sarcoidosi, alveolite criptogenica fibrosante.
La fibrosi polmonare idiopatica può essere diagnosticata sulla base di scansioni TC, spesso rendendo superflua la necessità di eseguire una biopsia polmonare.
Per quanto riguarda le malattie polmonari estrinseche si segnala che le deformità ed alterazioni della parete toracica e della colonna vertebrale sono facilmente apprezzabili con la semplice radiografia del torace.
In caso di cifoscoliosi la gravità del disturbo può essere valutata determinando l'angolo di Cobb, il quale, se maggiore di 100°, indica una grave deformità. Le malattie neuromuscolari si caratterizzano, alla radiografia del torace, per i ridotti volumi polmonari e l'atelettasia basale.

### Test di funzionalità respiratoria
I test di funzionalità respiratoria comprendono la spirometria, la capacità di diffusione e le misurazioni dei gas arteriosi. 
I risultati dei test di funzionalità respiratoria non sono utili nell'indicare una diagnosi specifica.
Test ripetuti e sequenziali sono invece preziosi per monitorare il decorso della malattia e valutare la risposta al trattamento attuato.
Tutte le malattie che comportano un disturbo restrittivo si associano ad una riduzione della capacità polmonare totale, della capacità funzionale residua (FRC) e del volume residuo (RV).
In questi pazienti si verifica una riduzione del volume espiratorio forzato in un secondo (FEV1) e della capacità vitale forzata (FVC). Quest'ultima tuttavia si riduce maggiormente rispetto al FEV1, il che comporta un rapporto FEV1/FVC normale o aumentato.
Questi rilievi sono suggestivi di un modello restrittivo.
La diagnosi certa e la valutazione della gravità della restrizione si basa comunque sul riscontro della diminuzione della capacità polmonare totale (TLC).
Secondo alcuni autori una riduzione della TLC al di sotto dell'80% dei valori attesi è indicativa di un disturbo restrittivo.

Nelle malattie non muscolari della gabbia toracica (ad esempio in caso di grave cifoscoliosi) si viene a produrre un pattern restrittivo. La capacità polmonare totale (TLC) si riduce notevolmente ma vi è una relativa conservazione del volume residuo (RV). Anche la capacità vitale (VC) si riduce.

Nelle malattie neuromuscolari, le pressioni massime inspiratorie ed espiratorie (misurate alla bocca) possono variare da normali a gravemente ridotte. Quando la pressione inspiratoria massima scende sotto i 30 cm di acqua, il paziente viene generalmente a sviluppare un'insufficienza ventilatoria.
I pazienti con malattie muscolari croniche presentano una capacità vitale (VC) e una capacità funzionale residua (FRC) ridotte, ma il volume residuo (RV) è conservato. In questi disturbi la capacità polmonare totale (TLC) appare moderatamente ridotta.

## Trattamento
Il trattamento dipende dalla diagnosi della condizione specifica.
Per la gran parte delle malattie polmonari interstiziali i farmaci corticosteroidi, gli agenti immunosoppressori e quelli citotossici rappresentano il cardine della terapia.
I corticosteroidi, probabilmente i farmaci più comunemente utilizzati, possono rallentare la progressione della fibrosi del parenchima polmonare. La durata ottimale del trattamento con questi agenti non è nota.
Gli agenti citotossici immunosoppressori vengono in genere utilizzati per i pazienti che non rispondono agli steroidi.
L'azatioprina sembra essere meno tossica e più maneggevole rispetto al metotrexate o alla ciclofosfamide e per questo motivo diversi autori la preferiscono.
Alcuni pazienti possono trarre beneficio da un trattamento con colchicina, per la sua azione antifibrotica.
Un'ulteriore terapia possibile è la supplementazione di ossigeno (O2) che riduce l'ipossiemia indotta dall'esercizio fisico e migliora le prestazioni del paziente.
Nei soggetti affetti da fibrosi polmonare idiopatica sembra opportuno iniziare il trattamento prima possibile, con la speranza di rallentare la progressione della malattia, la quale, nei primi anni di evoluzione (fase infiammatoria) sembra essere parzialmente sensibile alle terapie.
In molti casi le terapie convenzionali (corticosteroidi, azatioprina, ciclofosfamide) danno solo benefici limitati, mentre il trattamento con interferone gamma-1b non si è dimostrato di alcuna utilità nel migliorare la sopravvivenza.

Il trapianto di polmone dovrebbe essere considerato per quei pazienti che appaiono refrattari al trattamento farmacologico.

I soggetti con disturbi non muscolari della gabbia toracica e quelli affetti da malattie neuromuscolari possono sviluppare problemi di ventilazione e di scambio di gas durante il sonno.
Questi pazienti possono essere trattati con ventilazione non invasiva a pressione positiva ricorrendo ad una maschera nasale o oronasale.
Questi stessi soggetti beneficiano di trattamenti volti a prevenire e minimizzare la difficoltosa eliminazione delle secrezioni bronchiali e della prevenzione così come del rapido trattamento delle infezioni respiratorie.